# Спас-Угол
Спас-У́гол — село в составе Квашёнковского сельского поселения Талдомского района Московской области.
Ранее принадлежало Тверской губернии.

## История

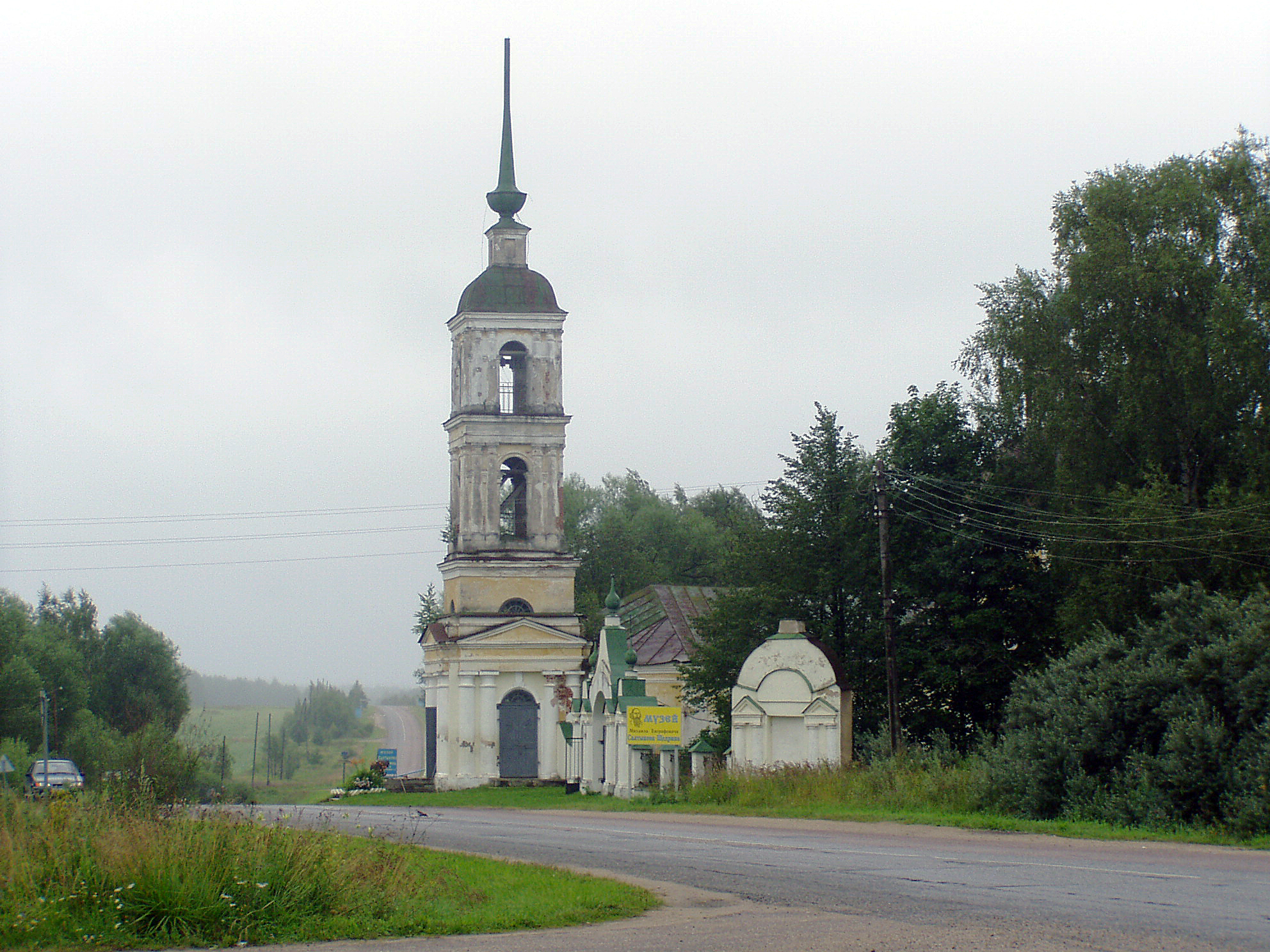
Церковь Спас-Преображения

Впервые упоминается в писцовой книге в 1627 году. Название происходит от имени церкви Спаса-Преображения и расположения села на сходе (углу) трёх губерний: Московской, Тверской и Ярославской.
Спас-Угол — бывшее родовое имение писателя Михаила Евграфовича Салтыкова-Щедрина, который родился здесь 15 января 1826 года и жил до 1836 года; позже регулярно посещал её; последний раз был в 1874 году на похоронах матери.
В августе 1887 года близ села приземлился воздушный шар, полёт на котором с целью наблюдения солнечного затмения осуществил Д. И. Менделеев.

Через год после Октябрьской революции усадьба Салтыковых в Спас-Углу была конфискована, а потом сгорела. В сельской церкви до 70-х годов хранили семенной картофель.
Свои воспоминания о жизни в Спас-Углу Салтыков-Щедрин перенес на страницы своей последней книги «Пошехонская старина», где усадьба называется Малиновцем. Стоит заметить, что в трех километрах от Спас-Угла и поныне существует деревенька Малиновец, которая также входила в состав поместья Салтыковых.

## Достопримечательности

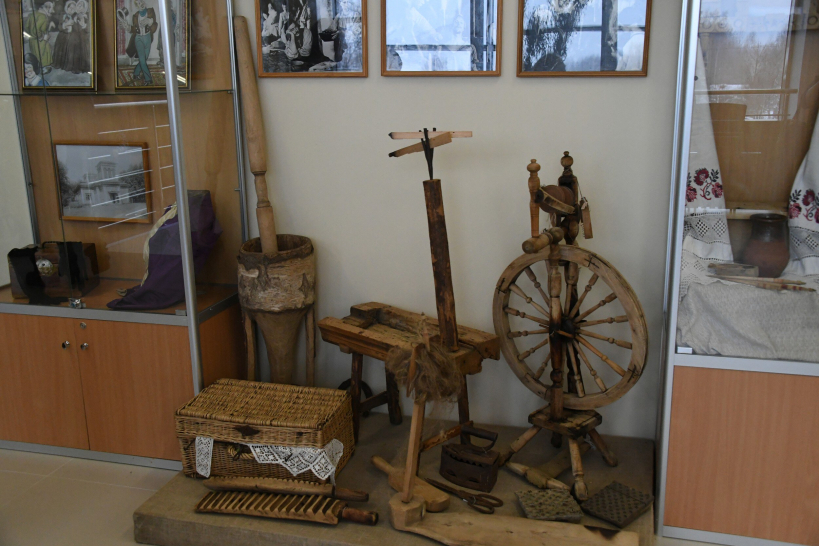
Экспонаты в Музее М. Е. Салтыкова-Щедрина

- Церковь Преображения Господня (XVIII век) — построена в 1795 году; при ней — трапезная и колокольня (первая половина XIX века, поздний классицизм). Возле церковного алтаря были похоронены родственники М. Е. Салтыкова-Щедрина — отец, брат и две сестры писателя[2].

- Памятник Салтыкову-Щедрину — скульптурный бюст (копия работы Л. Бернштама), установлен в 1957 году[3].

- Музей М. Е. Салтыкова-Щедрина — открыт в 1986 году как филиал «Талдомского историко-литературного музея» и долгое время занимал часть родовой церкви Преображения Господня. В экспозиции «Пошехонская старина», созвучной с последним романом писателя, представлены предметы барского и крепостного быта, воссоздающие картины жизни вотчины писателя, и материалы из родового архива Салтыковых, часть которого в 1930-х годах была вывезена в Пушкинский Дом[4]. В январе 2019 года музей открылся в собственном современном здании, бывшем ранее конторой администрации местного сельского совета и находившемся перед капитальным ремонтом в аварийном состоянии. В открытии нового музея приняли участие праправнуки писателя Кирилл и Мария Депарма[5].

## Население
Изменение численности населения по данным переписей и ежегодных оценок:
| 1859 | 1888 | 1926 | 2002 | 2006 | 2010 |
| ---- | ---- | ---- | ---- | ---- | ---- |
| 171  | ↘149 | ↗191 | ↘54  | ↗63  | ↘37  |